# Adam Mosseri
Adam Mosseri, né le 23 janvier 1983, est un homme d'affaires américain et le responsable d'Instagram. Il était auparavant cadre chez Facebook.

## Biographie

### Début et éducation
Mosseri naît à New York et grandit à Chappaqua, New York. Son père est israélien né en Égypte et sa mère est irlando-américaine. Il fréquente la Gallatin School of Individualized Study de l'Université de New York pour étudier la conception des médias et de l'information. Il obtient un baccalauréat en conception de l'information en 2005,.

### Carrière
En 2003, alors qu'il étudie à NYU, Mosseri lance son propre cabinet de conseil en design appelé Blank Mosseri, qui se concentrait sur le graphisme, l'interaction et la conception d'expositions. Son entreprise a des bureaux à New York et à San Francisco. En 2007, il rejoint TokBox en tant que premier designer de l'entreprise,.
Mosseri rejoint Facebook en tant que concepteur de produits en 2008. En 2009, Mosseri devient responsable de la conception de produits et, en 2012, il devient directeur de la conception des applications mobiles de l'entreprise. De 2012 à 2016, Mosseri supervise Facebook Feed et, de 2016 à mai 2018, a été vice-président des produits pour Facebook. 
Après l'élection présidentielle de 2016, Mosseri prend sur lui de devenir le porte-parole de la position de Facebook sur les "fake news". 
En mai 2018, Mosseri est nommé vice-président produit d'Instagram. Le 1er octobre 2018, Facebook annonce que Mosseri prendrait la tête d'Instagram, à la suite de la démission des fondateurs de l'application de partage de photos Kevin Systrom et Mike Krieger en septembre 2018. Le titre de Mosseri à la tête d'Instagram diffère du titre de l'ancien dirigeant en tant que PDG, car Facebook réserve les titres de PDG aux fondateurs de l'entreprise.

### Reconnaissance de l'industrie technologique
En 2015, Business Insider reconnait Mosseri comme un "Power Player" de Facebook.
En 2017, Mosseri est conférencier principal au Festival international du journalisme à Pérouse, en Italie,.
En 2018, Mosseri s'exprime aux côtés de Campbell Brown au nom des actualités de Facebook lors de la conférence Code Media de Recode,.
En 2020, il figure dans la catégorie Tech de la liste « 40 Under 40 » de Fortune.

## Vie privée
Mosseri vit à San Francisco avec sa femme, Monica Mosseri. Ils ont trois fils. La famille Mosseri est active dans des causes philanthropiques locales, notamment le projet Shanti. Mosseri a la double nationalité américaine et israélienne, car son père est israélien.